# Дамот
Дамо́т — средневековое царство в пределах современной Эфиопии, граничило с Эфиопской империей.
Располагалось к югу от реки Аббай и к западу от реки Мугер.
Между 1574 и 1606 годами под давлением нападений оромо правители царства были вынуждены переселиться на северный берег реки Аббай в южном Годшаме.